# Євтюхін Марк Миколайович
Марк Миколайович Євтюхін (1 травня 1964, Йошкар-Ола — 1 березня 2000, Шатойський район, Чечня) — російський офіцер. Підполковник ПДВ РФ, Герой Російської Федерації (посмертно).

## Біографія
Син військового будівельника. Сім'я часто переїжджала. Закінчив середню школу №7 у місті Сєвєроморськ.
В 1981 році вступив в Рязанське повітрянодесантне командне училище. Після закінчення училища в 1985 році, служив на командних посадах в 104-му десантно-штурмовому полку. Учасник війни в Афганістані. Брав участь у миротворчих місіях в Абхазії та Боснії.
31 січня 2000 року прибув у відрядження до Чечні під час Другої чеченської війни. Командир 2-го парашутно-десантного батальйону свого полку.
Увечері 29 лютого командир 6-ї роти майор Сергій Молодов отримав наказ зайняти висоту у районі Улус-Керта з метою не допустити виходу чеченських повстанців Шаміля Басаєва і Хаттаба з Аргунської ущелини. Оскільки Молодов приєднався до загону лише напередодні, він ще не встиг ознайомитись з особовим складом, і Євтюхін узяв на себе керівництво ротою.
Пізніше 6-та рота досягла так званої "висоти 776", де в ніч на 1 березня 2000 відбулася одна з відомих подій війни за незалежність Ічкерії —  оточена група чеченських вояків прорвала кільце оточення російських десантників. Під час прориву 6-та рота була розгромлена, 84 із 90 російських військовослужбовців загинули за одну ніч, у тому числі і підполковник Євтюхін.
Похований на міському цвинтарі Пскова (Орлеці-2).
Був одружений, дружина — Лілія, дочка — Ольга. Є молодший брат Ігор.

## Нагороди
Указом Президента Російської Федерації № 484 від 12 березня 2000 року за мужність та відвагу, виявлені при «ліквідації незаконних збройних формувань» у Північно-Кавказькому регіоні, гвардії підполковнику Євтюхіну Марку Миколайовичу присвоєно звання Героя Російської Федерації (посмертно).